# 桑港のチャイナ街
- 桑港のチャイナ街
- 桑港のチャイナタウン
- 桑港のチャイナ・タウン

「桑港のチャイナ街」（サンフランシスコのチャイナタウン、または、シスコのチャイナタウン）は、1950年11月に発売された渡辺はま子のシングル。
1968年時点での累計売上は10万枚。

## 紅白歌合戦
渡辺は1951年の『第1回NHK紅白歌合戦』の紅組トリで表題曲を歌唱。以後も『NHK紅白歌合戦』では、1956年の『第7回NHK紅白歌合戦』、1964年の『第15回NHK紅白歌合戦』、1973年の『第24回NHK紅白歌合戦』（同回は特別出演）で歌唱された。
合田道人の著書では、1952年の『第2回NHK紅白歌合戦』でも紅組トリで歌唱されたと記されている（NHKの公式資料では「火の鳥」である）。

## 収録曲
オリジナル盤SPレコード（ビクター V-40521）
全曲、作詞：佐伯孝夫、作曲・編曲：佐々木俊一
1. 桑港のチャイナ街
2. ハワイ航空便（歌：宇都美清）